# Saint-Cricq-Villeneuve
Saint-Cricq-Villeneuve è un comune francese di 451 abitanti situato nel dipartimento delle Landes nella regione della Nuova Aquitania.

## Società

### Evoluzione demografica
Abitanti censiti